# SMS Admiral Spaun (1909)
SMS Admiral Spaun byl lehký křižník (rapidkreutzer) Rakousko-uherského námořnictva, který se účastnil bojů první světové války. Na jeho úspěšnou konstrukci navázala trojice vylepšených lodí třídy Novara. Všechny tyto křižníky byly velice aktivní v bojích v oblasti Jaderského moře.

## Konstrukce
Hlavní výzbroj tvořilo sedm kanónů Škoda 100 mm/d 50 ráže 100 mm o délce hlavně 50 ráží, které vyrobila Škoda Plzeň a tvořily ve své kategorii světovou špičku. Kanóny měly kadenci 15–20 ran za minutu a dostřel 14 km. Doplňovaly je čtyři dvojité torpédomety s torpédy ráže 450 mm, umístěné ve středu lodě po stranách třetího a čtvrtého komínu. V roce 1916 přibyl na záď protiletadlový kanón ráže 66 mm. Loď mohla nést až 60 min. Přes nespornou kvalitu použitých kanónů se uvažovalo o posílení výzbroje lodí (přezbrojením buď kombinací 2× 150 mm a 4× 100 mm, nebo 6× 120 mm), k čemuž ale nakonec nedošlo. Pancéřová ochrana byla slabá. Pohonný systém lodi tvořilo 16 kotlů Yarrow, které vyráběly páru pro 6 parních turbín Parsons o výkonu 25 000 hp. Křižník měl čtyři komíny.

## Operační nasazení
V letech 1911–1912 Admiral Spaun několikrát doprovázel rakousko-uherské válečné lodě při plavbách ve Středozemním moři. Když vypukla první světová válka a německý svaz kontradmirála Souchona, tvořený bitevním křižníkem Goeben a lehkým křižníkem Breslau, unikal z neutrálních italských přístavů, zdálo se, že popluje do Jaderského moře. Rakousko-uherské lodě společně s Admiralem Spaunem mu pluly vstříc. Když Souchon změnil kurz a oproti všem předpokladům unikl lodím Dohody do Turecka, vrátily se rakousko-uherské lodě zpět do svých přístavů.
Křižník se společně s plavidly třídy Novara účastnil řady bojových operací, zejména bombardování Ancony v roce 1915, útoků na Otrantskou bariéru a podpory rakousko-uherských jednotek. Po skončení války křižník připadl Velké Británii, která ho v roce 1920 nechala v Itálii sešrotovat.